# David Popovici
David Popovici, född 15 september 2004 i Bukarest, är en rumänsk simmare. 

## Karriär
Vid Europamästerskapen i simsport 2022 tog han guld på distansen 100 meter frisim och slog även världsrekordet i loppet med tiden 46,86 sekunder. I december 2022 vid kortbane-VM i Melbourne tog Popovici silver och noterade ett nytt rumänskt rekord på 200 meter frisim.
I december 2023 vid kortbane-EM i Otopeni tog Popovici brons på 100 meter frisim. Vid EM 2024 i Belgrad försvarade han sitt guld på både 100 och 200 meter frisim.